# Chiesa cattolica a Palau
La Chiesa cattolica a Palau è parte della Chiesa cattolica in comunione con il vescovo di Roma, il papa.

## Demografia
Lo stato di Palau ha una superficie di 488 km² e una popolazione di circa 19.000 abitanti (2000). Il cristianesimo è la religione più diffusa nella repubblica. In base al censimento del 2000, il cattolicesimo costituiva la prima religione del Paese con il 41,6% della popolazione totale, seguita dal protestantesimo con il 23,3%.

## Storia
La presenza cattolica a Palau inizia il 28 aprile 1891, quando giunsero dall'isola Yap per la prima volta dei missionari cattolici. Si trattava di due Cappuccini spagnoli: il sacerdote Daniel Arbacegui ed il fratello laico Antolin Orihuela. Inizia così la missione cattolica permanente nel Paese.
Già dal 1886 erano stati eretti due vicariati apostolici per le isole Caroline, uniti poi nel 1905 a formare la prefettura apostolica delle Isole Caroline. Da questa circoscrizione ecclesiastica dipenderanno i cattolici di Palau: essa fu eretta da papa Giovanni Paolo II a diocesi nel 1979, col nome di diocesi delle Isole Caroline, suffraganea dell'arcidiocesi di Agaña (Guam). Dalla diocesi delle Isole Caroline dipendono anche i cattolici presenti negli Stati Federati di Micronesia.

## Nunziatura apostolica
Santa Sede e Palau hanno stabilito relazioni diplomatiche il 17 dicembre 1998: è stata, così, costituita la nunziatura apostolica, separandola dalla delegazione apostolica nell'Oceano Pacifico. Il primo nunzio apostolico è stato però nominato solo il 14 luglio 2001. Sede del nunzio è la città di Wellington, capitale della Nuova Zelanda.

### Nunzi apostolici
- Patrick Coveney (14 luglio 2001 - 25 gennaio 2005 nominato nunzio apostolico in Grecia)
- Charles Daniel Balvo (1º aprile 2005 - 17 gennaio 2013 nominato nunzio apostolico in Kenya e osservatore permanente della Santa Sede presso l'UNEP e l'UN-HABITAT)
- Martin Krebs (8 maggio 2013 - 16 giugno 2018 nominato nunzio apostolico in Uruguay)
- Novatus Rugambwa (25 maggio 2019 - ? dimesso)
- Gábor Pintér, dal 14 gennaio 2025